# Соссюр (лунный кратер)
Кратер Соссюр (лат. Saussure) — крупный ударный кратер в южном полушарии видимой стороны Луны. Название присвоено в честь швейцарского геолога Ораса Бенедикта де Соссюра (1740—1799) и утверждено Международным астрономическим союзом в 1935 г. 

## Описание кратера

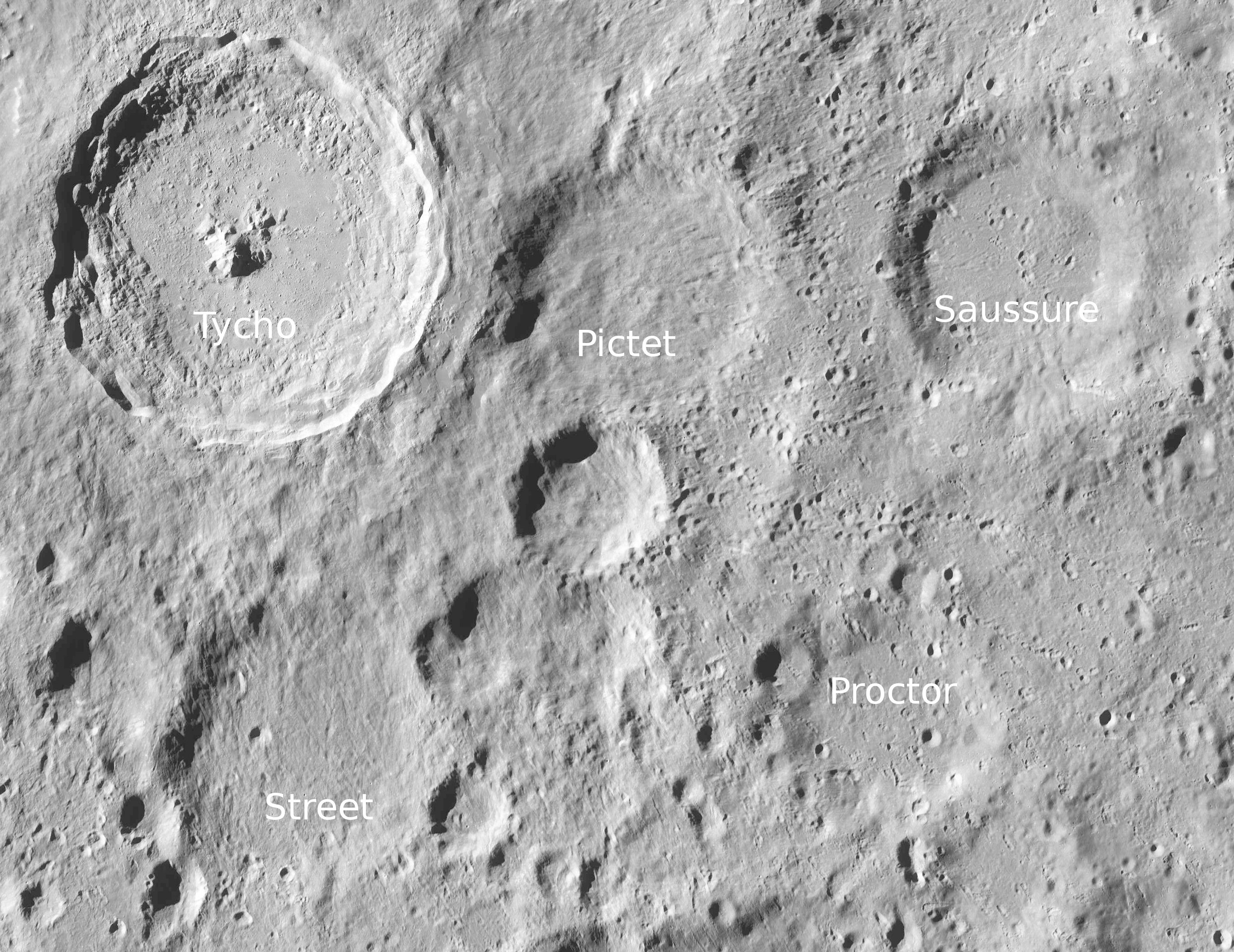
Окрестности кратера Соссюр. Снимок зонда Lunar Reconnaissance Orbiter.

Ближайшими соседями кратера Соссюр являются кратер Пикте на западе; кратер Оронций на севере; кратер Хеггинс на северо-востоке и кратер Проктор на юге-юго-западе. Селенографические координаты центра кратера 43°23′ ю. ш. 3°53′ з. д. / 43,38° ю. ш. 3,88° з. д., диаметр 54,6 км, глубина 1880 м.
Кратер Соссюр имеет циркулярную форму и умеренно разрушен. Вал сглажен и отмечен множеством мелких кратеров, особенно в северо-восточной и южной части. Внутренний склон гладкий, в западной части просматриваются слабые следы террасовидной структуры. Высота вала над окружающей местностью достигает 1160 м, объем кратера составляет приблизительно 2400 км³.   Дно чаши плоское, без приметных структур. 

## Сателлитные кратеры

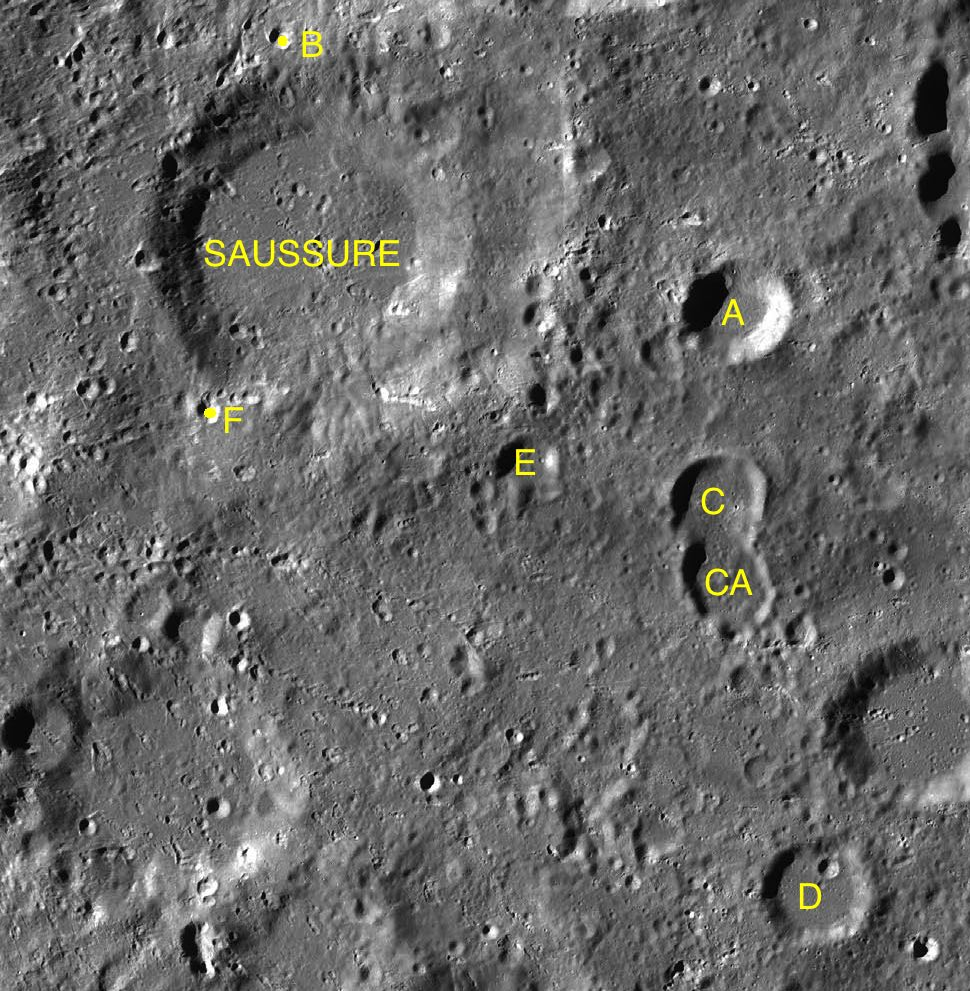
Фрагмент карты LAC-112.

| Соссюр | Координаты                                          | Диаметр, км |
| ------ | --------------------------------------------------- | ----------- |
| A      | 43°49′ ю. ш. 0°32′ з. д. / 43,82° ю. ш. 0,54° з. д. | 18,4        |
| B      | 42°16′ ю. ш. 4°01′ з. д. / 42,27° ю. ш. 4,02° з. д. | 4,0         |
| C      | 44°52′ ю. ш. 0°41′ з. д. / 44,86° ю. ш. 0,68° з. д. | 15,6        |
| CA     | 45°18′ ю. ш. 0°35′ з. д. / 45,3° ю. ш. 0,59° з. д.  | 18,6        |
| D      | 47°01′ ю. ш. 0°09′ в. д. / 47,01° ю. ш. 0,15° в. д. | 18,2        |
| E      | 44°40′ ю. ш. 2°10′ з. д. / 44,67° ю. ш. 2,16° з. д. | 10,7        |
| F      | 44°20′ ю. ш. 4°38′ з. д. / 44,34° ю. ш. 4,64° з. д. | 4,4         |

## См.также
- Список кратеров на Луне
- Лунный кратер
- Морфологический каталог кратеров Луны
- Планетная номенклатура
- Селенография
- Минералогия Луны
- Геология Луны
- Поздняя тяжёлая бомбардировка